# Länsväg 293
De Zweedse weg 293 (Zweeds: Länsväg 293) is een provinciale weg in de provincie Dalarnas län in Zweden en is circa 20 kilometer lang.

## Plaatsen langs de weg
- Falun
- Stråtenbo
- Smedsbo
- Norr Amsberg
- (Borlänge)

## Knooppunten
- E16/Riksväg 50 bij Falun (begin)
- E16/Riksväg 70 bij Norr Amsberg/Borlänge (einde)